# Andreas van Toulongeon

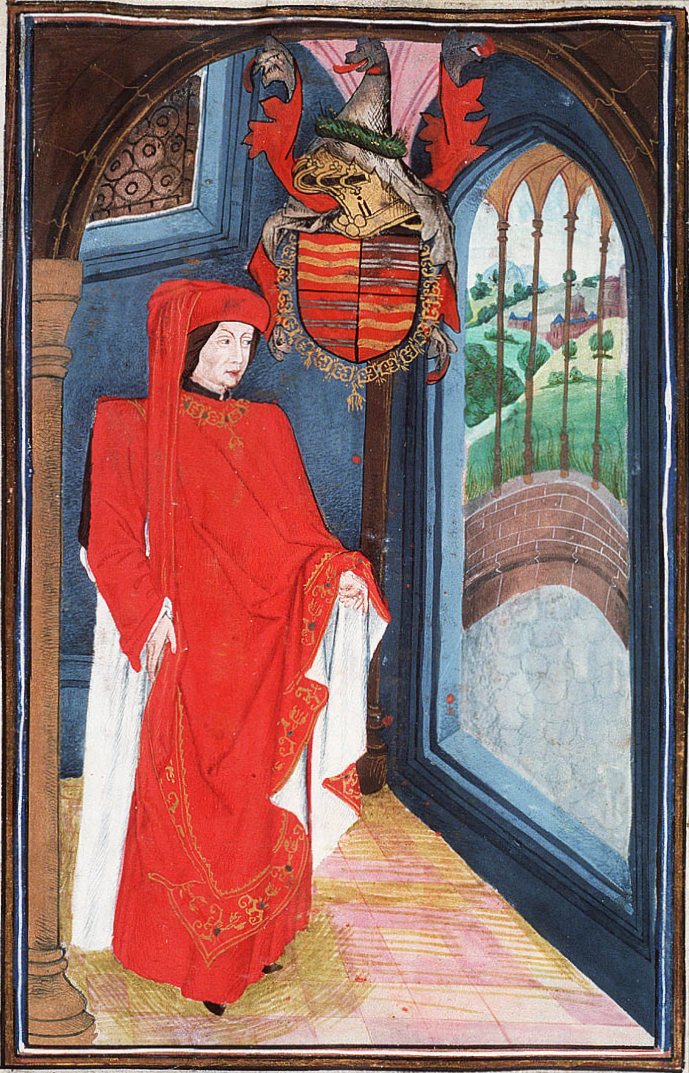
André de Toulongeon in het wapenboek van de Orde van het Gulden Vlies

Andreas van Toulongeon (Frans: André de Toulongeon) (1390 - 1432) was een Bourgondisch ridder.
Hij was de jongere broer van Jan II van Toulongeon en Antoon van Toulongeon, opeenvolgende landvoogden en maarschalken van het hertogdom Bourgondië.
In 1419 werd hij benoemd tot grootstalmeester van Frankrijk. 

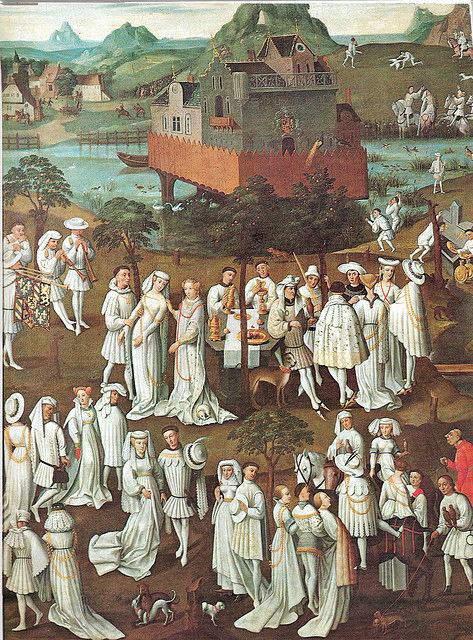
Het tweede huwelijk van Toulongeon weergegeven op de Liefdestuin aan het hof van Filips de Goede, mogelijk naar Jan van Eyck

Hij trouwde in 1428 met Cornelia van Bourgondië, een bastaarddochter van Filips de Goede. In 1430 hertrouwde hij al met Jacoba de La Trémoille.
Als vertegenwoordiger van Filips de Goede sloot hij diens huwelijk met de handschoen met Isabella van Portugal.
Naar aanleiding van de dood van zijn broer Antoon (29 september 1432) werd hij als vervanger gekozen door het kapittel van de Orde van het Gulden Vlies, samengekomen in Brugge (op de feestdag van de heilige Andreas, 30 november). Hij was echter op dat ogenblik op pelgrimstocht in het Heilig Land. Hij keerde nooit van deze reis terug.